# Taylor Rochestie
Taylor Rochestie, né le 1er juillet 1985 à Houston (États-Unis), est un joueur de basket-ball professionnel américaino-monténégrin. Il mesure 1,88 m.

## Biographie
Taylor Rochestie est formé en NCAA, le championnat universitaire américain de basket-ball, ayant joué pour l'université de Tulane et l'université d'État de Washington avec les Cougars de Washington State. Non-drafté à l'issue de son parcours universitaire, il rejoint l'Europe et le club allemand de Göttingen avec lequel il remporte l'EuroChallenge en 2010. Rochestie est d'ailleurs nommé meilleur joueur de l'EuroChallenge. Il rejoint ensuite le club de Galatasaray Café Crown qui évolue en TBL, la première division turque avant de quitter le club en février 2011 et de rejoindre l'ALBA Berlin. À Berlin, il marque en moyenne 8,7 points et fait 3,9 passes décisives. Le 2 août 2011, il signe pour une année avec Le Mans Sarthe Basket, club de Pro A.
En décembre 2011, Rochestie participe au All-Star Game LNB 2011 en tant que meneur titulaire de l'équipe des All-Stars étrangers. Il joue aussi dans le concours des meneurs où il est battu par Léo Westermann qui remporte le concours. Il est aussi élu meilleur joueur du mois de décembre de Pro A.
En juin 2012, il obtient un passeport monténégrin. En juillet 2012, Rochestie signe un contrat de deux ans avec Saski Baskonia Caja Laboral. Il joue peu et en janvier 2013, il rejoint l'Angelico Biella, un club de première division italienne.
En août 2013, il rejoint le Mens Sana Sienne.
Début 2014, il quitte Sienne et signe à Nijni Novgorod, dans la VTB United League. Avec Nijni Novgorod, Rochestie participe à l'Euroligue 2014-2015 et finit meilleur marqueur de la saison régulière avec 20 points par rencontre. En janvier 2015, il est nommé meilleur joueur de la première journée du Top 16 de l'Euroligue avec une évaluation de 32. Lors de la victoire de Nijni Novgorod sur l'Olimpia Milan, Rochestie marque 19 points et fait 8 passes décisives. En janvier 2015, il réalise 15 passes décisives contre l'Anadolu Efes Spor Kulübü et bat le record de passes décisives dans le Top 16 de l'Euroligue établi la veille par Miloš Teodosić. Nijni Novgorod est éliminé à l'issue du Top 16 mais Rochestie finit meilleur marqueur de la compétition et du Top 16 avec respectivement 18,9 et 18,2 points par rencontre et il reçoit donc le trophée Alphonso-Ford du meilleur marqueur.
En septembre 2017, Rochestie signe un contrat d'un an avec l'Étoile rouge de Belgrade.
Rochestie part ensuite jouer en Chine entre 2018 et 2019. En octobre 2019, il revient jouer en Europe, à l'Olympiakós, club grec qui participe à l'EuroLigue. À cause d'une relégation administrative en deuxième division grecque, le club possède deux effectifs différents : un pour le championnat national et un pour l'EuroLigue dans lequel évolue Rochestie. Il prend part à 21 rencontres d'EuroLigue où il marque 4,6 points et délivre 3,6 passes en moyenne par match.
En octobre 2020, Rochestie s'engage pour deux mois avec l'Étoile rouge de Belgrade (avec une option pour rester l'intégralité de la saison). L'option n'est pas utilisée par l'Étoile rouge et Rochestie quitte le club en décembre. Peu de temps après, il fait son retour dans le championnat israélien en signant avec l'Hapoël Haïfa,.
En septembre 2021, Rochestie revient au Mans pour pallier l'absence sur blessure du Canadien Kaza Kajami-Keane. Il reste jusqu'en octobre.
En février 2023, Rochestie retourne au Mans jusqu'à la fin de la saison en cours.

## Palmarès

### En club
- 2009-2010 : Vainqueur de l'EuroChallenge avec BG 74 Göttingen
- 2013 : Vainqueur de la Supercoupe d'Italie avec Sienne
- 2018 : champion de Serbie avec l'Étoile rouge de Belgrade

### Distinctions personnelles
- 2010 : nommé MVP du Final Four de l'EuroChallenge 2009-2010
- 2012 : nommé joueur du mois de décembre 2011 en Pro A[20].
- Trophée Alphonso-Ford récompensant le meilleur marqueur de l'Euroligue en 2015